# Добра Воля (Україна)
До́бра Во́ля — село в Україні, у Новобузькій міській громаді Баштанського району Миколаївської області. Населення становить 143 особи.

## Населення

### Мова
Розподіл населення за рідною мовою за даними перепису 2001 року:
| Мова       | Кількість | Відсоток |
| ---------- | --------- | -------- |
| українська | 135       | 94.41%   |
| російська  | 7         | 4.90%    |
| румунська  | 1         | 0.69%    |
| Усього     | 143       | 100%     |